# Rue Symphorien-Champier
La rue Symphorien-Champier est une rue du quartier des Cordeliers située sur la presqu'île dans le 2e arrondissement de Lyon, en France.

## Situation et accès
La rue débute place des Cordeliers et se termine rue du Président-Carnot. La circulation se fait dans le sens inverse de la numérotation et à double-sens cyclable avec un stationnement réservé pour la livraison.

## Origine du nom
Symphorien Champier (1471-1539) est un médecin et écrivain élu deux fois au consulat de Lyon.
Il contribue à la fondation du collège de la Trinité de Lyon. Sa maison est pillée lors de la Grande Rebeyne, elle se trouvait en face de la porte principale de l'église des Cordeliers. C'est dans cette église qu'il a été inhumé.

## Histoire
La rue est percée à l'emplacement de l'ancien couvent des Cordeliers (et notamment de son cloître). À l'origine, la voie part de la rue Ferrandière, longe le mont-de-piété, construit en 1811 au chevet de l'église Saint-Bonaventure, traverse la place Confalon et rejoint la rue Meissonier (qui elle-même donne dans la rue de Pavie, l'ensemble des trois rues formant un U). La voie ne va pas jusqu'à la place des Cordeliers mais les deux sont reliées par un passage sous un ancien bâtiment du couvent,. 
Au moment de la création de la rue du Président-Carnot dans les années 1890, la rue est élargie et prolongée jusqu'à la place des Cordeliers, tandis que la rue Meissonier et la rue de Pavie sont supprimées afin de permettre la construction du Grands magasins des Cordeliers. La place Confalon et la partie de la rue située entre la rue Ferrandière et la nouvelle voie sont également supprimées.

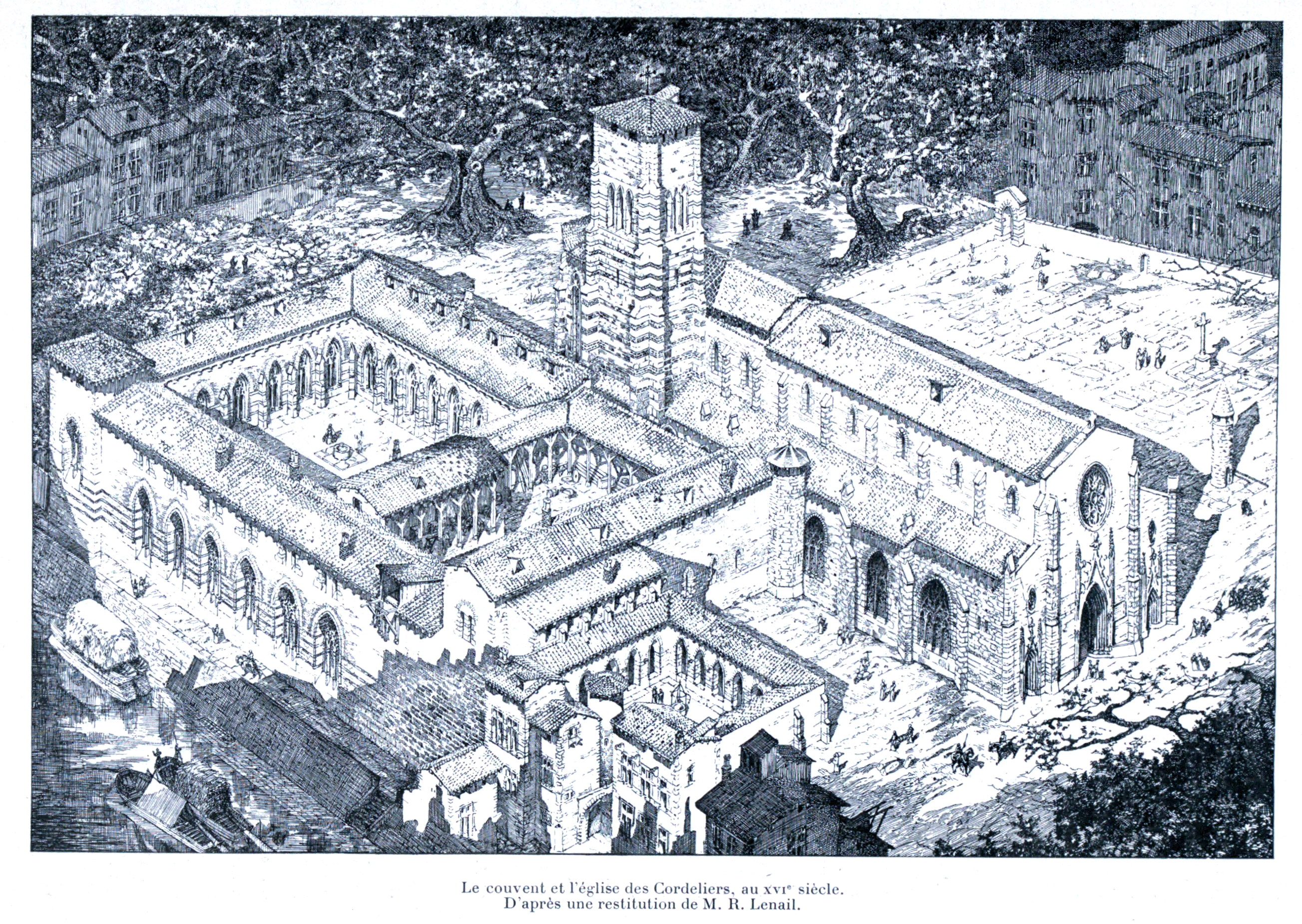
Reconstitution de l'ancien couvent des Cordeliers.
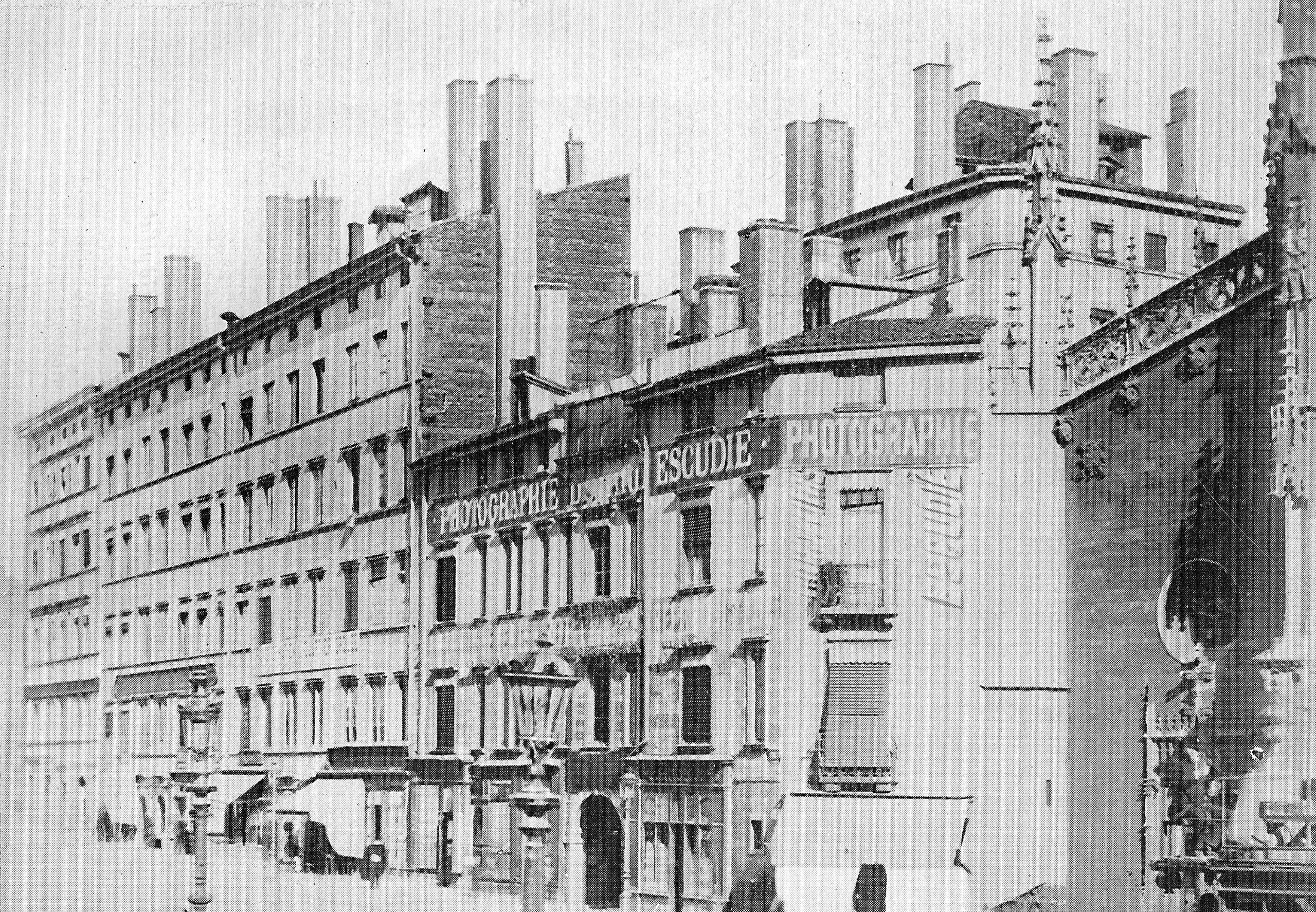
La place des Cordeliers avant le percement du prolongement de la rue Symphorien-Champier.